# Cisterna di Pulcheria
La Cisterna di Pulcheria (in greco Κινστέρνα Πουλχερίας?, in turco Pulcheria Sarnıcı o Sultan Sarnıcı) è una cisterna coperta bizantina di Costantinopoli (l'odierna Istanbul, in Turchia) importante per motivi storici e artistici.

## Posizione

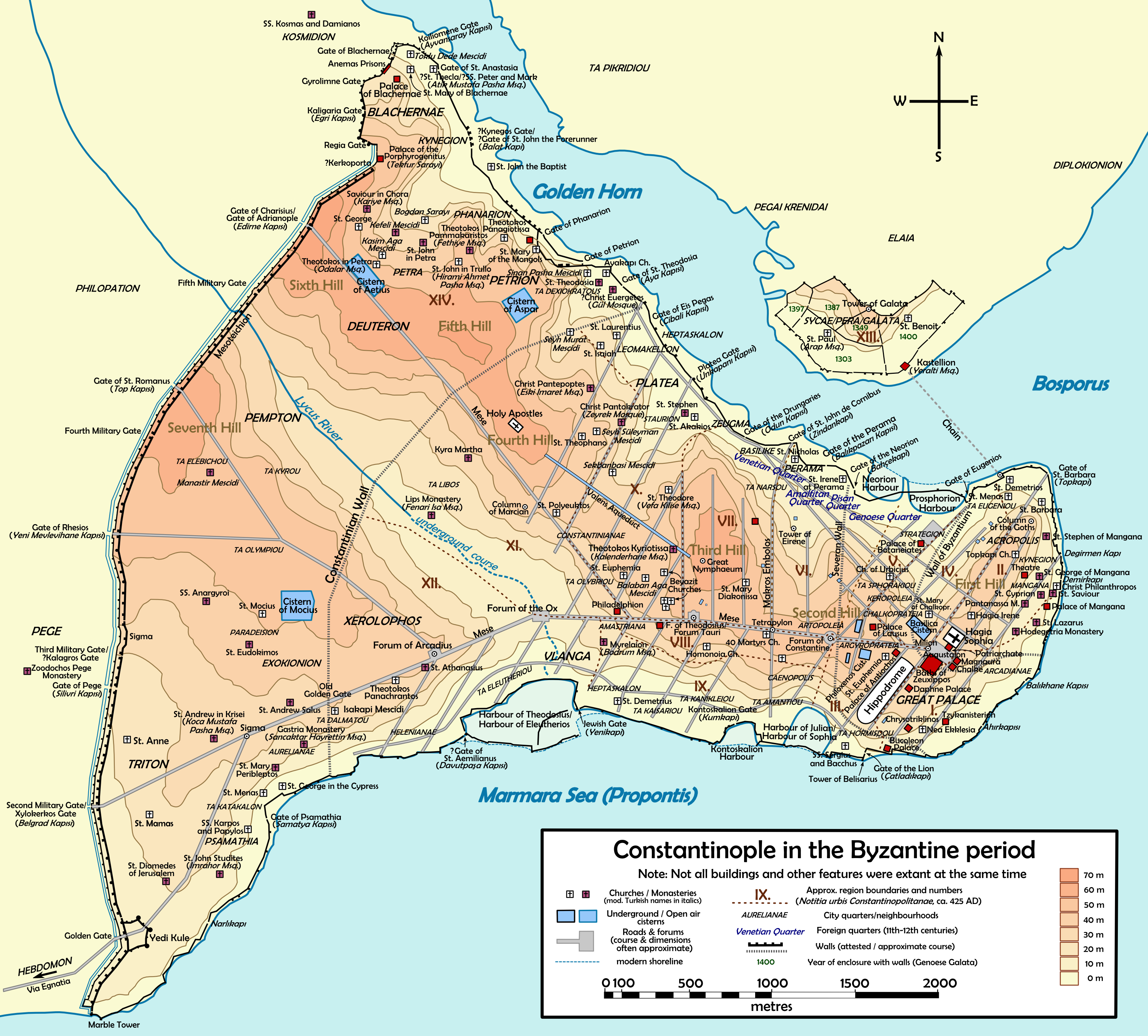
Mappa di Costantinopoli bizantina. La cisterna di Pulcheria si trova nella parte settentrionale della città, all'estremità orientale della valle fra la quarta e la quinta collina, all'angolo meridionale della cisterna di Aspare.

La cisterna in questione si trovava nell'undicesima regione di Costantinopoli.
Essa è stata identificata tentativamente con la cisterna coperta che si trovava nella zona nord di Fatih (la penisola storica) vicino alla moschea Sivasi Tekkesi, di fronte all'estremità meridionale del çukurbostan ("giardino infossato" in turco) del sultano Selim I, ora identificata con la cisterna di Aspare. L'identificazione, che non è definitiva, si basa sul fatto che la cisterna si trovava all'interno del quartiere di Costantinopoli chiamato Pulcherianae (in greco αὶ Πουλχεριαναὶ?, così chiamato dal palazzo che l'imperatrice fece costruire nella zona), situato all'estremità orientale della valle che separa la quarta e la quinta collina della città.

## Storia
Secondo il Chronicon Paschale (una cronaca cristiana del VII secolo scritta in greco), l'unica fonte antica che la menziona, la cisterna fu costruita dall'imperatrice romana Elia Pulcheria, all'epoca della costruzione consigliera del fratello, l'imperatore Teodosio II, e poi moglie dell'imperatore Marciano. Essa fu riempita d'acqua per la prima volta alle idi di febbraio del 421 d.C. Invece secondo Ernest Mamboury, che basa il suo giudizio su elementi stilistici, la cisterna fu costruita nel VI secolo. Inutilizzata dopo la conquista ottomana della città, la cisterna è stata utilizzata da tessitori fino all'inizio del XX secolo, ma poi fu abbandonata.
La cisterna è stata restaurata ed è ora una struttura per matrimoni ed eventi.

## Descrizione
Il serbatoio è uno dei meglio conservati fra quelli ancora esistenti a Istanbul. Esso doveva rifornire d'acqua un palazzo nelle vicinanze, che non è sopravvissuto sino ad oggi. La sua superficie è di 29,10 per 18,70 metri. La copertura è sostenuta da quattro file di 7 colonne di marmo o granito. Esse sorreggono 40 cupole alte 8,50 metri dal suolo. Le colonne hanno capitelli di ordine corinzio, sormontati da architravi scolpiti con foglie d'acanto o con il simbolo della croce. La maggior parte delle 35 finestre che davano luce alla cisterna sono ora murate. La sua facciata principale è caratterizzata da 4 finestre uguali e da una porta posta sotto la terza.